# Kilgore Trout
Kilgore Trout (1907 – 1981) je fiktivní postava vytvořená spisovatelem Kurtem Vonnegutem. Do jisté míry je také Vonnegutovým literárním alter-egem.
Vystupuje v mnoha Vonnegutových knihách, kde zastává různé role. V románech Jatka č. 5 a Žehnej vám Pánbůh, pane Rosewatere slouží jeho dílo jako prostředek k vývoji hlavních postav. V Kriminálníkovi a Časotřesení je sám jedním z hlavních hrdinů. Ve Snídani šampiónů se pohybuje na pomezí obou rolí.

## Ocenění
- 1979 - Nobelova cena za lékařství

## Dílo Kilgora Trouta

### Romány
- Bojácný fenomén (román zmíněn v Jatka č. 5)
- Chytrý králíček (román zmíněn v Snídaně šampiónů)
- Maniaci čtvrté dimenze (román zmíněn v Jatka č. 5)
- Mor na kolečkách (román zmíněn v Snídaně šampiónů)
- Pangalaktická paměťová banka (román zmíněn v Snídaně šampiónů)
- Pangalaktický parťák (román zmíněn v Snídaně šampiónů)
- Soreloborec z Bagnialta aneb Mistrovské dílo (román zmíněn v Snídaně šampiónů)
- Tabule (román zmíněn v Jatka č. 5)
- Teď už to lze říci (román zmíněn v Snídaně šampiónů)
- Vesmírné evangelium (román zmíněn v Jatka č. 5)

### Povídky
- Gilgongo (povídka zmíněna v Snídaně šampiónů)
- Roztančený blázen (povídka zmíněna v Snídaně šampiónů)
- Sláva šéfovi! (povídka zmíněna v Snídaně šampiónů)